# Гаррісонсбург (Луїзіана)
Гаррісонсбург (англ. Harrisonburg) — селище (англ. village) в США, в окрузі Катаула штату Луїзіана. Населення — 277 осіб (2020).

## Географія
Гаррісонсбург розташований за координатами 31°45′59″ пн. ш. 91°49′25″ зх. д. / 31.76639° пн. ш. 91.82361° зх. д. (31.766446, -91.823524).  За даними Бюро перепису населення США в 2010 році селище мало площу 2,73 км², з яких 2,51 км² — суходіл та 0,22 км² — водойми.

## Демографія
Згідно з переписом 2010 року, у селищі мешкало 348 осіб у 146 домогосподарствах у складі 88 родин. Густота населення становила 128 осіб/км².  Було 171 помешкання (63/км²).
Расовий склад населення:
| - 71,8 % — білих - 25,0 % — чорних або афроамериканців - 0,6 % — корінних американців |

До двох чи більше рас належало 2,3 %. Частка іспаномовних становила 2,6 % від усіх жителів.
За віковим діапазоном населення розподілялося таким чином: 23,0 % — особи молодші 18 років, 62,3 % — особи у віці 18—64 років, 14,7 % — особи у віці 65 років та старші. Медіана віку мешканця становила 39,1 року. На 100 осіб жіночої статі у селищі припадало 85,1 чоловіків;  на 100 жінок у віці від 18 років та старших — 86,1 чоловіків також старших 18 років.
Середній дохід на одне домашнє господарство  становив 39 312 долари США (медіана — 27 000), а середній дохід на одну сім'ю — 51 897 доларів (медіана — 32 000). За межею бідності перебувало 20,6 % осіб, у тому числі 7,9 % дітей у віці до 18 років та 21,1 % осіб у віці 65 років та старших.
Цивільне працевлаштоване населення становило 106 осіб. Основні галузі зайнятості: освіта, охорона здоров'я та соціальна допомога — 20,8 %, сільське господарство, лісництво, риболовля — 17,9 %, публічна адміністрація — 15,1 %, мистецтво, розваги та відпочинок — 13,2 %.